# Slobodan Milonjić
Slobodan Milonjić, né le 6 septembre 1988,, est un coureur cycliste monténégrin.

## Biographie
En 2022, il se distingue en devenant double champion du Monténégro, dans la course en ligne et le contre-la-montre. La même année, il représente son pays aux championnats d'Europe, où il se classe 33e de l'épreuve chronométrée. 

## Palmarès et résultats

### Palmarès par année
- 2021
  -  Champion du Monténégro sur route[3]
- 2022
  -  Champion du Monténégro sur route
  -  Champion du Monténégro du contre-la-montre
- 2023
  - Drumska liga Crne Gore[4]
- 2024
  - 3e du championnat du Monténégro du contre-la-montre

### Classements mondiaux
| Année                                 | 2021 | 2022 | 2023  |
| ------------------------------------- | ---- | ---- | ----- |
| Classement mondial                    | 906e | 737e | 2113e |
| UCI Europe Tour                       | 694e | 562e | nc    |
|                                       |      |      |       |
| Légende : nc = non classéSource : UCI |      |      |       |